# 11595 Monsummano
11595 Monsummano este un asteroid din centura principală de asteroizi.

## Descriere
11595 Monsummano este un asteroid din centura principală de asteroizi. A fost descoperit pe 23 mai 1995 la San Marcello Pistoiese de Andrea Boattini și Luciano Tesi. Asteroidul prezintă o orbită caracterizată de o semiaxă mare de 2,26 ua, o excentricitate de 0,07 și o înclinație de 5,0° în raport cu ecliptica.